# آدیل (بازیکن فوتبال)
آدیل دی اولیویرا آموریم (به پرتغالی: Adiel de Oliveira Amorim) هافبک اهل برزیل است که در شهر کوباتو و در تاریخ ۱۳ اوت ۱۹۸۰ به دنیا آمده‌است. آدیل در تیم‌های فوتبال سانتوس سابقهٔ حضور دارد.